# Caino uccide Abele (Tintoretto)
Caino uccide Abele è un dipinto del pittore veneziano Tintoretto realizzato circa nel 1550-1553 e conservato nelle Gallerie dell'Accademia a Venezia.

## Storia
L'opera pittorica proviene dalla Scuola della Santissimo Trinità. Nel 1812 fu acquistata dalle Gallerie dell'Accademia. 

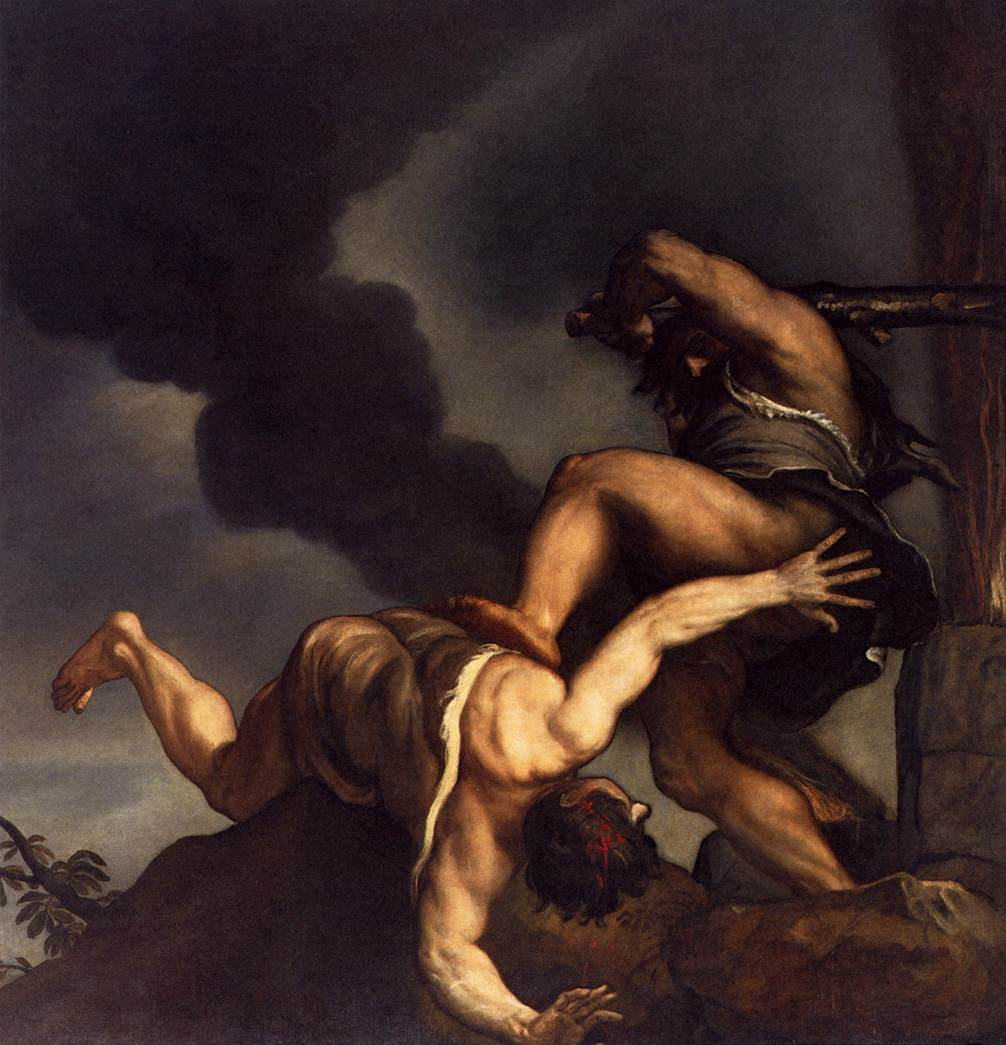
Caino uccide Abele, versione Tizianesca (1543-1545)

## Descrizione
La scena in oggetto è il primo omicidio computo nella narrazione della Genesi. Caino e Abele erano due fratelli figli di Adamo ed Eva. Caino era un coltivatore e Abele un pastore. Dio gradiva i sacrifici di Abele e non di Caino. Caino pieno di invidia col fratello lo chiama con sé e con un arnese e violenza colpisce il fratello con la mano destra e con la mano sinistra tiene fermo la testa di Abele. Abele è posato sopra un muretto che è l'altare del sacrificio. Antonio Zucchi, in una stampa del 1700, attesta che fu tagliato una parte del dipinto in cui il Padre Eterno nei cieli caccia Caino.